# Pelegrinatge de l'ànima
Pelegrinatge de l'ànima, JW IX/10 (en txec: Putování dušičky), és un concert per a violí del compositor Leoš Janáček.

## Origen i context
Janáček va començar a escriure el concert el 1926, durant la seva visita a Anglaterra. La feina va quedar inacabada, i avui hi ha tres fonts contenint el cos de la composició. Cap dels manuscrits és datat. El material esbossat del concert es concentra dins un únic moviment de 12–15 minuts de duració. La partitura té uns quants comentaris: p. 29 – inscripció "en un ésser humà", p. 30 – "l'ànima estimada innata en cada ésser humà", p. 40 – "àguila", p. 49 – "sense l'ànima fins al final", p. 64 – "instruments moren fora".
El 1927 Janáček va abandonar la idea del concert i va utilitzar algun del seu material en l'òpera De la casa dels morts, particularment en la suite. L'any 1928, l'any de la seva mort, Janáček va compondre també música incidental a Schluck und Jau, un obra del dramaturg alemany Gerhart Hauptmann, el qual conté solos de violí molt relacionats amb els motius de Pelegrinatge de l'ànima.
Miloš Štědroň i Leoš Faltus va reconstruir la composició el 1988. La primera actuació va tenir lloc el 29 de setembre de 1988 en el Teatre Janáček de Brno, amb Jan Stanovský al violí i Petr Vronský dirigint la Filharmònica Estatal de Brno.
Tot i que el concert va quedar inacabat, conté diversos exemples interessants de l'estil madur de Janáček.

## Enregistraments
- Janáček: Pelegrinatge de l'ànima, Sinfonietta... Supraphon 1989 (Josef Suk – violí)
- Janáček: Sinfonietta, Concert de Violí... Supraphon 1992 (Ivan Ženatý – violí)
- Janáček: Sinfonietta, Concert de Violí, Taras Bulba, Overture de "De la casa dels morts" ... Verge 1992 (cristià Tetzlaff – violí)
- Janáček: Sinfonietta, Concert de Violí, Suite de "La guineueta astuta"... Arte Nova 1995 (Christiane Edinger – violí)
- Berg/Janáček/Hartmann: Concerts de violí... TELDEC 1995 (Thomas Zehetmair – violí)